# Panamá en los Juegos Olímpicos de Atenas 2004
Panamá estuvo representado en los Juegos Olímpicos de Atenas 2004 por cuatro deportistas, tres hombres y una mujer, que compitieron en dos deportes.
La portadora de la bandera en la ceremonia de apertura fue la nadadora Eileen Coparropa. El equipo olímpico panameño no obtuvo ninguna medalla en estos Juegos.